# Chenopodiastrum murale
Chenopodiastrum murale är en amarantväxtart som först beskrevs av Carl von Linné, och fick sitt nu gällande namn av S. Fuentes, Uotila och Borsch. Chenopodiastrum murale ingår i släktet Chenopodiastrum och familjen amarantväxter. Inga underarter finns listade i Catalogue of Life.

## Bildgalleri

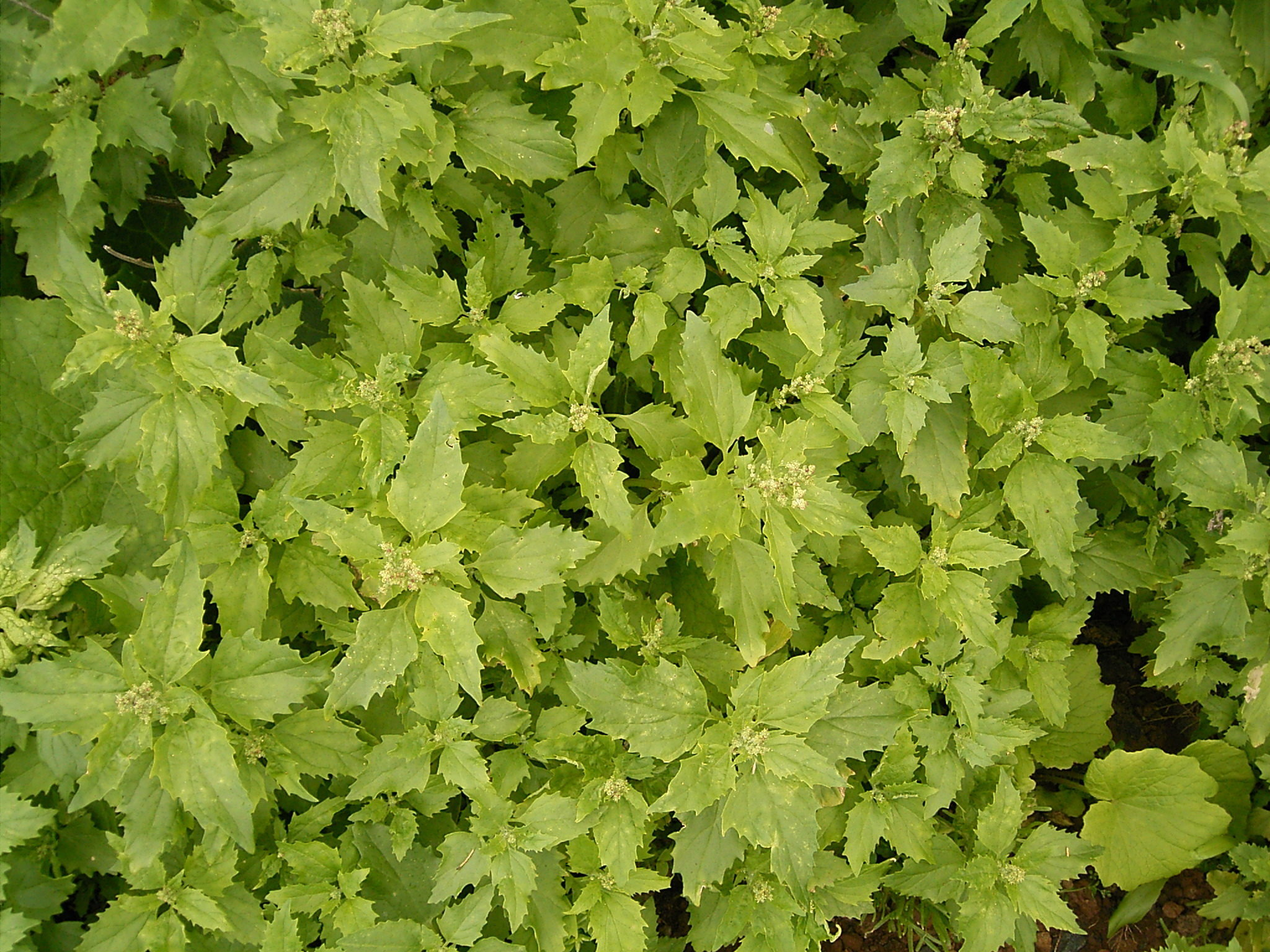
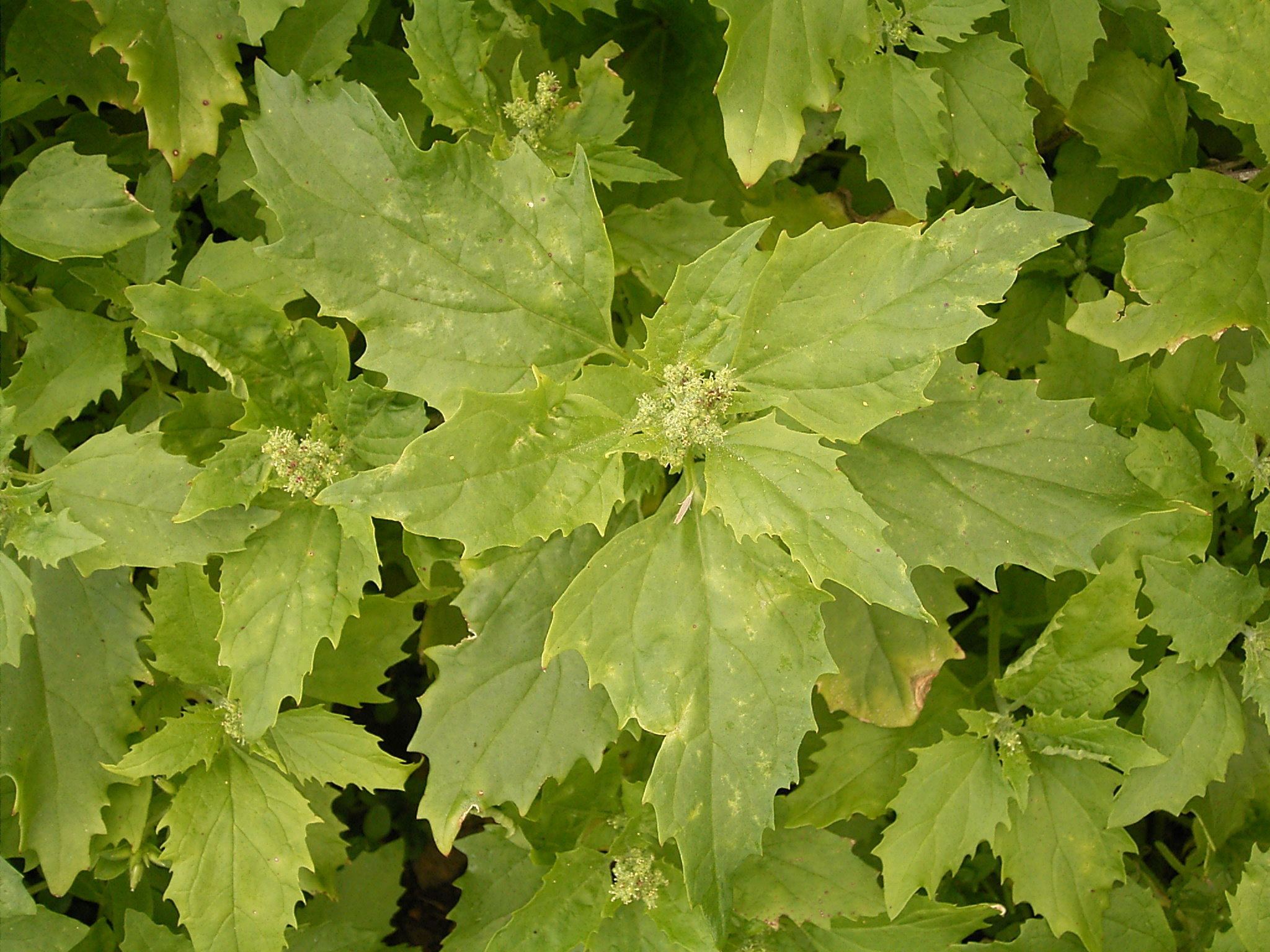
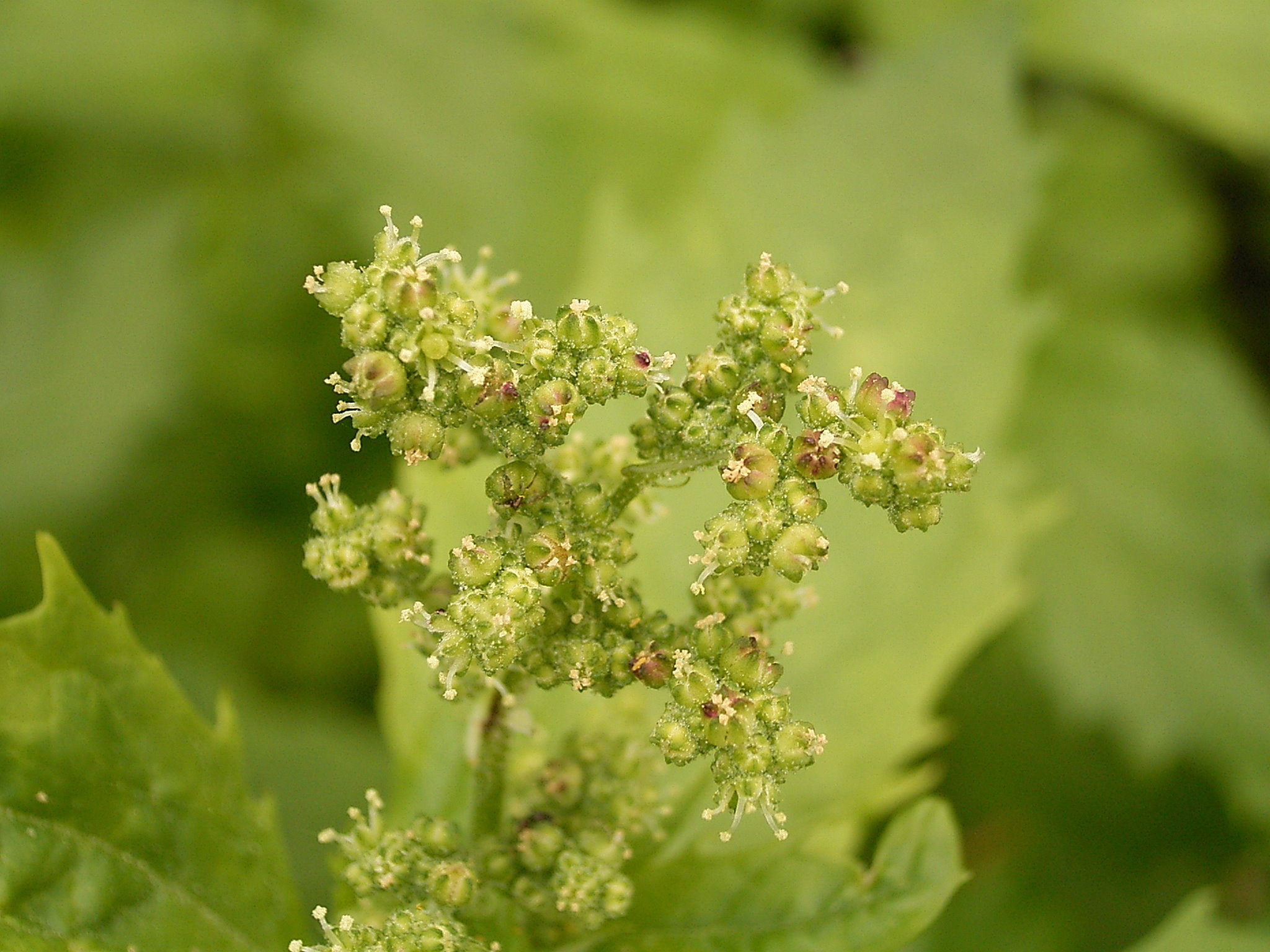
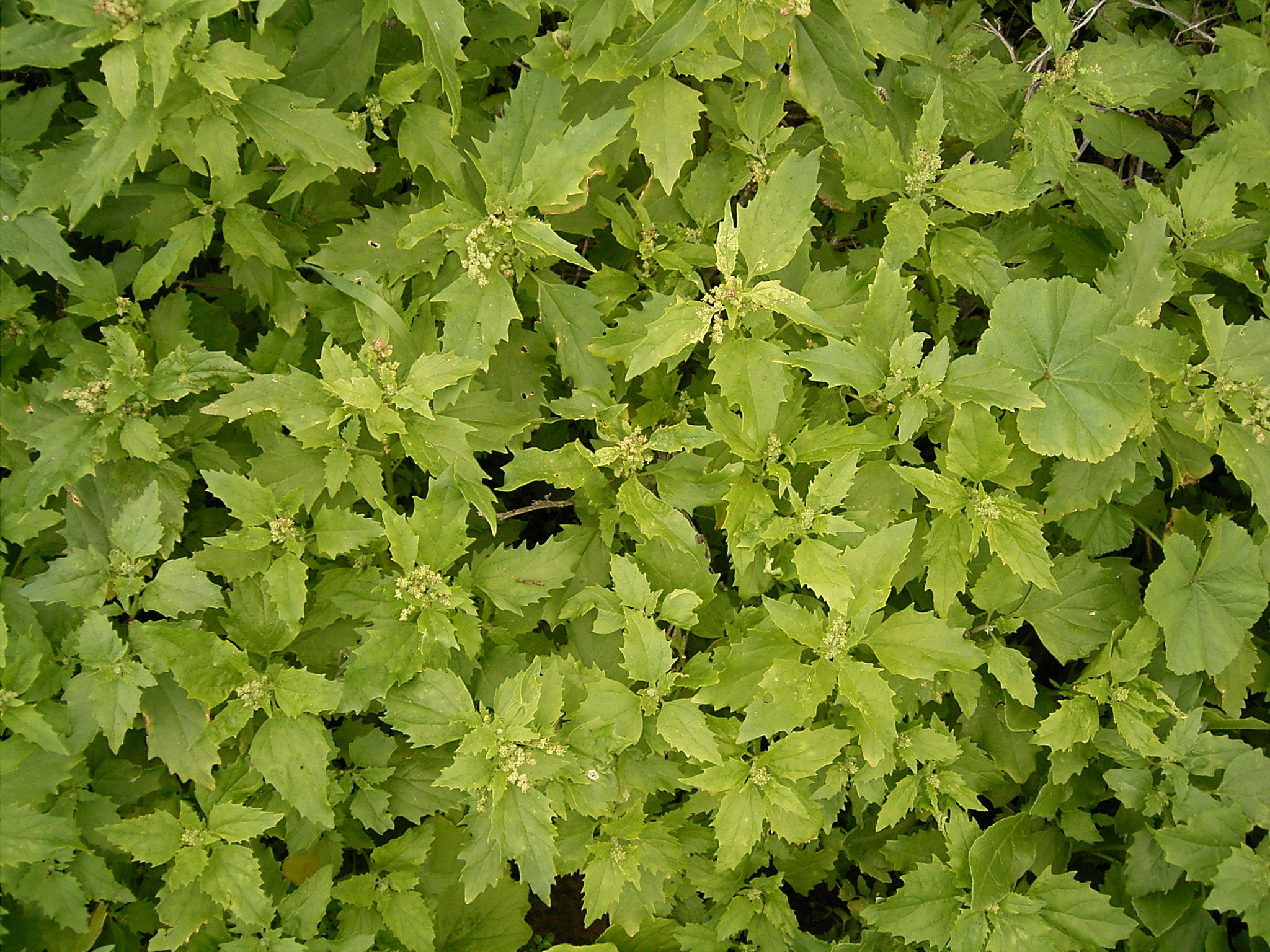
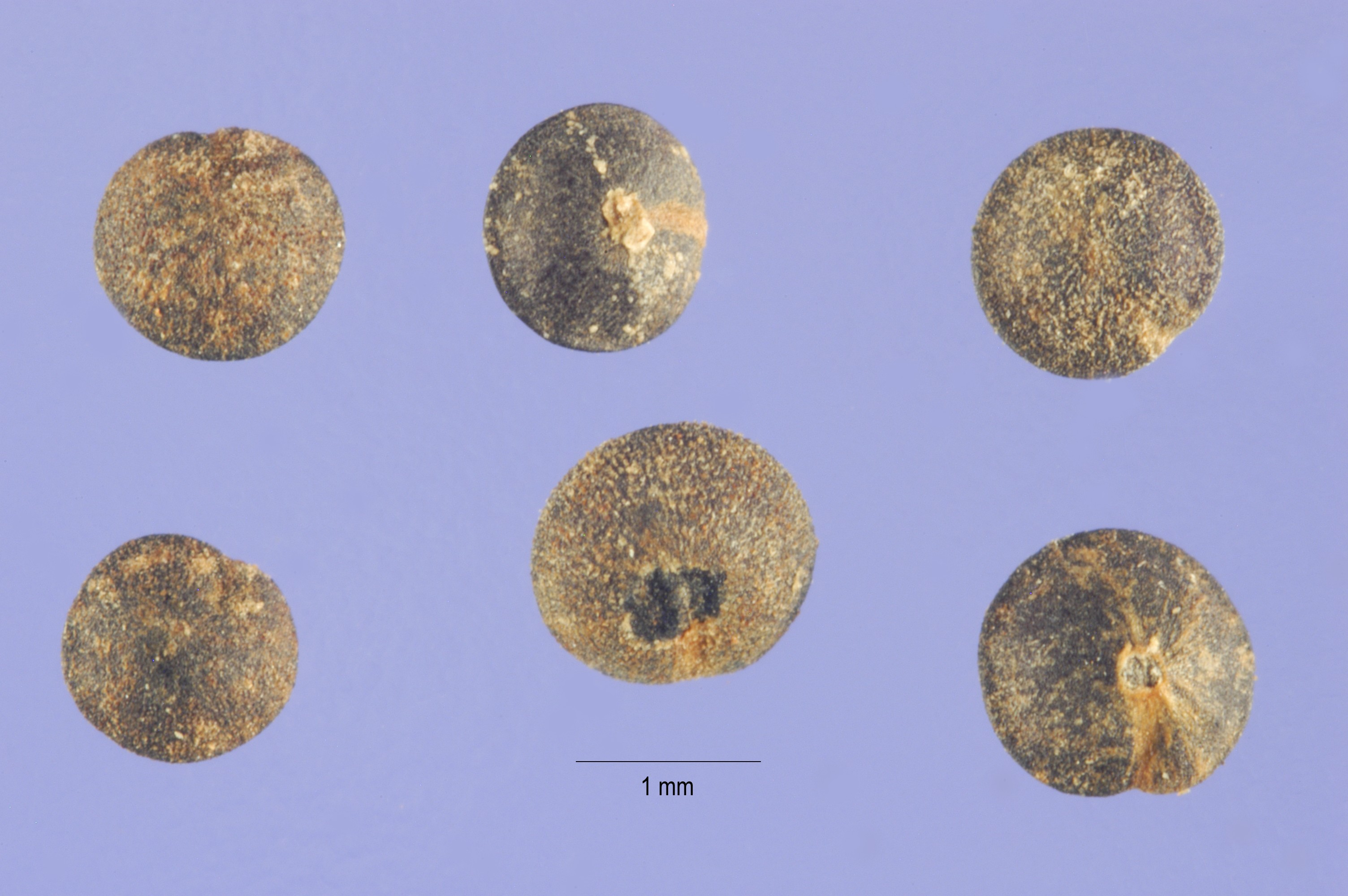
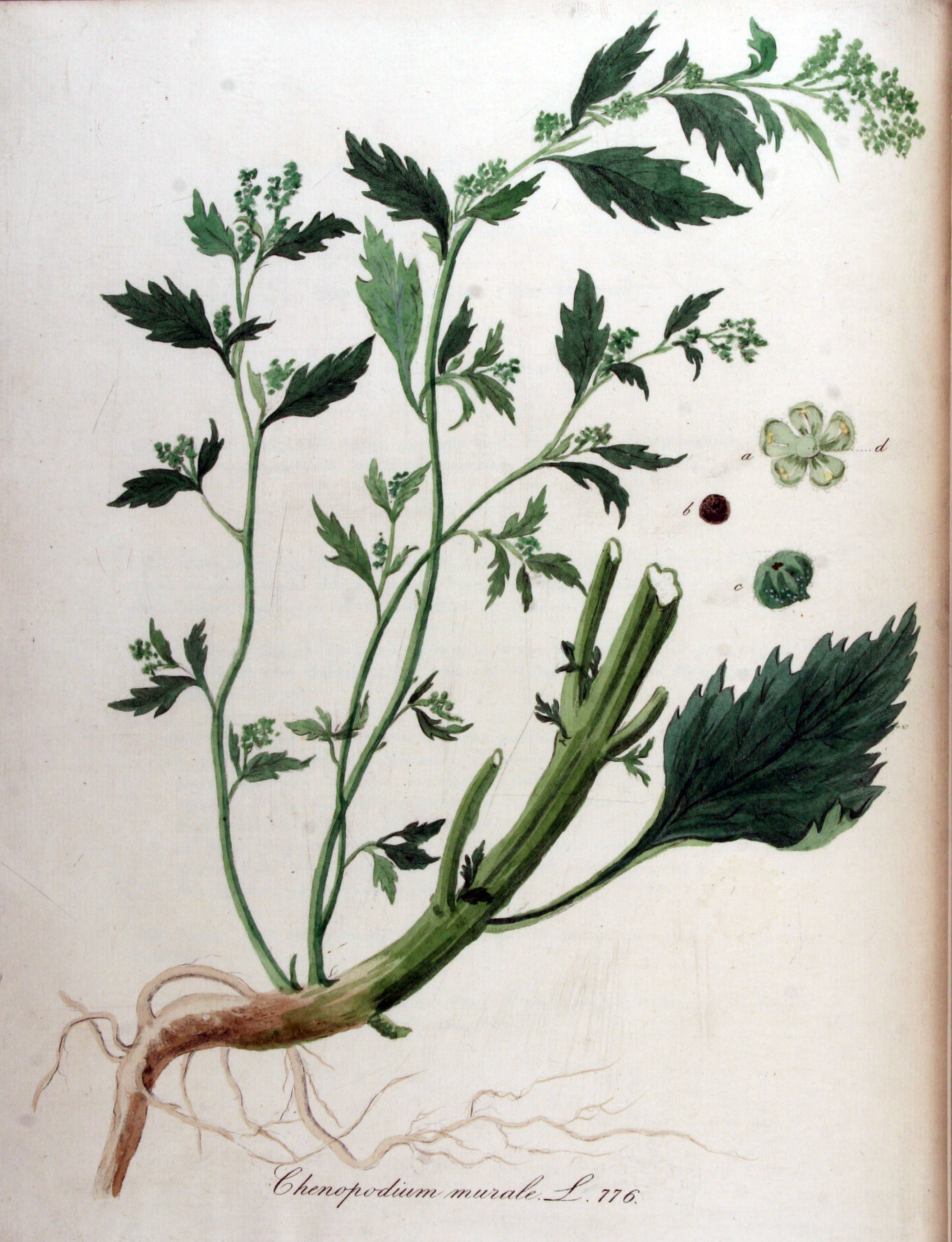